# Isotoma riparia
Isotoma riparia är en urinsektsart som först beskrevs av Hercule Nicolet 1842.  Isotoma riparia ingår i släktet Isotoma, och familjen Isotomidae. Arten är reproducerande i Sverige.